# Pukatéine
La pukatéine est un alcaloïde présent dans l'écorce de l'arbre néo-zélandais Laurelia novae-zelandiae (« Pukatea »), ainsi que dans certaines plantes d'Amérique du Sud. Un extrait de pukatea est utilisé dans la médecine phytothérapeutique traditionnelle maorie comme analgésique,.
Bernard Cracroft Aston a étudié les caractéristiques physiques et chimiques du composé et a présenté un article contenant ses découvertes à la Royal Society of New Zealand le 11 mai 1909.